# マルク・マルケス
マルク・マルケス・アレンタ（Marc Márquez Alentà、1993年2月17日 - ）は、スペイン・サルベラ出身のオートバイレーサー。2013年シーズンよりロードレース世界選手権MotoGPクラスに参戦。ロードレース世界選手権125ccクラス（2010年）・Moto2クラス（2012年）・MotoGPクラス（2013年・2014年・2016年・2017年・2018年・2019年）チャンピオン。
身長168cm、体重59kg。身長が小さめであるため、「サルベラの蟻」の異名を持ち、故郷では「セルベラの雷」を意味する「エル・トロ・デ・サルベラ」と呼ばれている。弟も同じくオートバイレーサーのアレックス・マルケス。

## 経歴

### キャリア初期
マルケスは5歳のときからオートバイに乗り始め、エンデューロレースで活躍し2001年にはカタルーニャ州の地方選手権でジュニアクラスのチャンピオンになった。翌2002年からロードレースに転向、2004年以降はエミリオ・アルサモラ(1999年ロードレース世界選手権125ccクラスチャンピオン)の指導を受けるようになった。2006年にはスペイン国内選手権(CEV)125ccクラスでシリーズ8位、2007年にはシリーズ9位を記録した。

### ロードレース世界選手権

#### 125ccクラス

##### 2008年
2008年シーズン、マルケスはロードレース世界選手権にレプソル・KTMチームからデビューを果たした。開幕前のテストで右腕を骨折したため、第3戦ポルトガルGPからの参戦開始となったが、第4戦中国GPで12位に入り初ポイント獲得、第8戦イギリスGPでは史上2番目の若さとなる、15歳と126日での表彰台獲得(3位)を果たした。その後ルーキー・オブ・ザ・イヤーの座をスコット・レディングと争ったが、序盤の欠場に加え、第17戦マレーシアGPのフリー走行で右足骨折の重傷を負い終盤2戦を欠場したことが響いてシリーズランキングは13位、KTM勢の最上位に立つことはできたものの、シリーズ11位のレディングには敗れた。なおこの年の開幕時点でマルケスの身長は148cmとグランプリライダーの中で最も低く、体重も40kgしかなかったため、125ccクラスの最低制限重量である136kgを満たすために21kgのバラストをマシンやツナギの中に仕込んで戦った。

##### 2009年
前年の活躍がKTMに認められ、2009年シーズンはファクトリーチームのレッドブル・KTMに移籍することになった。身体面では1年で大きく成長し、このシーズン開幕時点では身長160cm、体重51kgとなった。第3戦スペインGPで3位表彰台を獲得、第4戦フランスGPでスペイン人ライダーとして史上最年少(16歳と89日)となるポールポジション獲得を果たすなどの活躍を見せ、シリーズランキング8位と成績を伸ばした。

##### 2010年

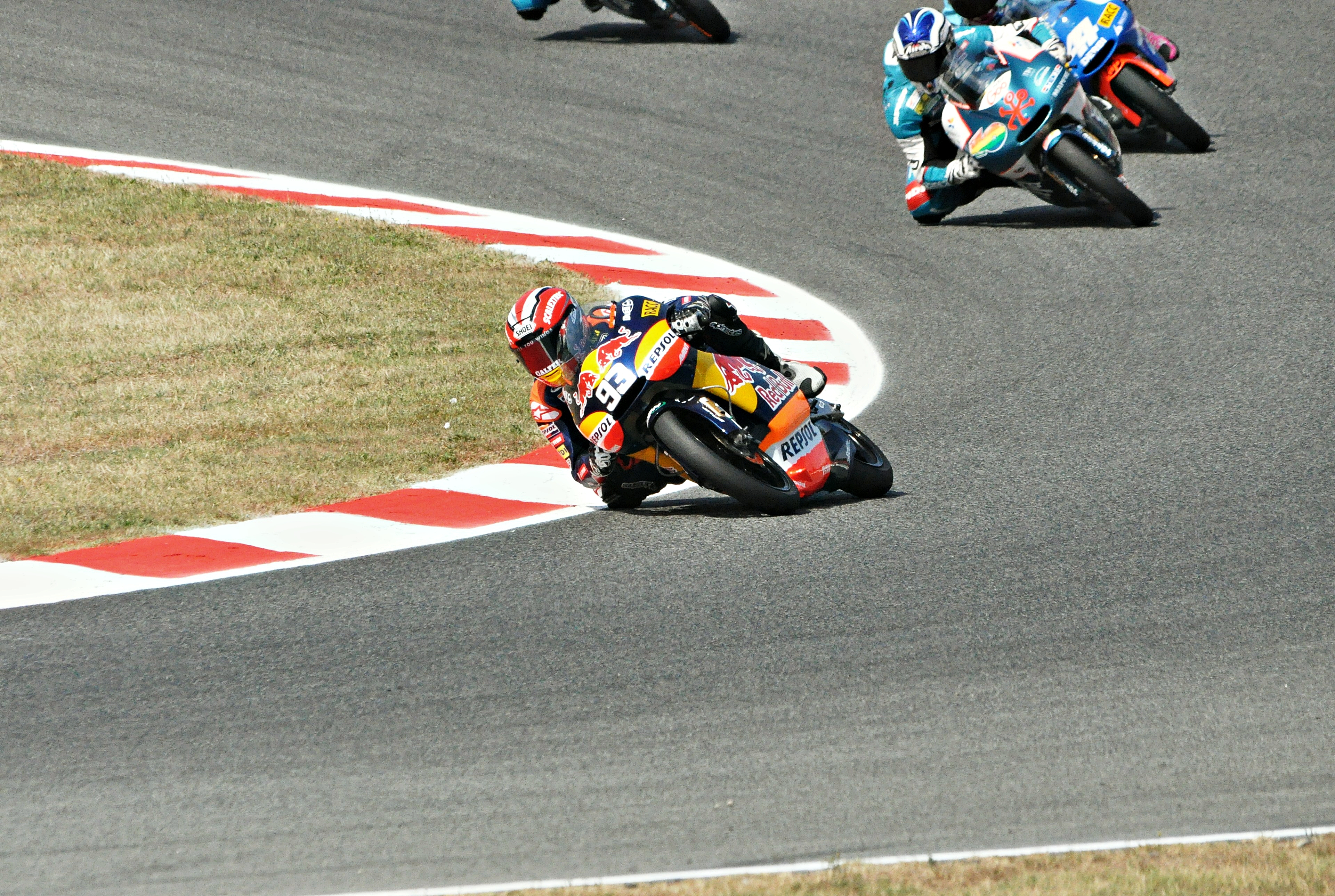
2010年 カタルーニャGP

2009年をもってKTMがグランプリから撤退したため、スポンサーのレッドブルと共にアジョ・モータースポーツチームに移籍。サンドロ・コルテセをチームメイトに、新たにデルビのマシンを駆って2010年シーズンを戦うこととなった。マルケスは合同テストでトップタイムを出すなど開幕前から好調さを見せ、第4戦イタリアGPでグランプリ初優勝を遂げた。その後第8戦ドイツGPまで、1997年のバレンティーノ・ロッシ以来となる5連勝を果たす快進撃を見せてチャンピオン争いをリード。第13戦アラゴンGPではランディ・クルメナッハの転倒に巻き込まれてリタイヤを喫し、ニコラス・テロルとポル・エスパルガロに逆転されて一時ランキング3位に落ちるが、第14戦日本GPから4連勝を遂げてポイントリーダーに返り咲き、最終戦バレンシアGPでチャンピオンに輝いた。この時点でのマルケスの年齢は17歳と263日。これはロリス・カピロッシ(1990年)に次ぐ史上2番目の若さでのタイトル獲得となった。

#### Moto2クラス

##### 2011年

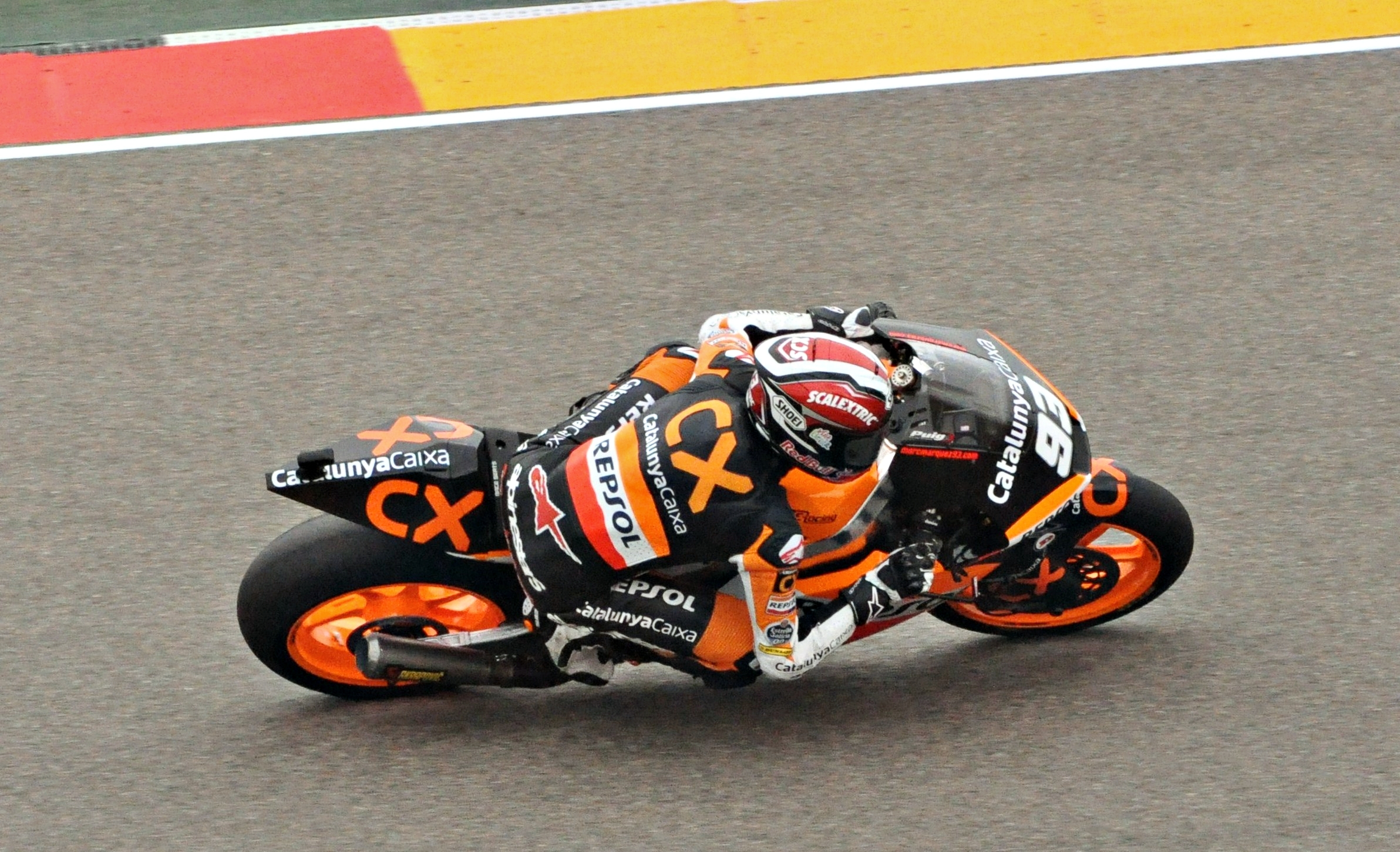
2011年 アラゴンGP

2011年シーズン、マルケスはアルサモラ率いるチーム「モンラウ・コンペティチオン」から、Moto2クラスにステップアップ。スッター製の最新マシンを駆り、カレックスを駆るステファン・ブラドルとのタイトル争いを演じた。出だしは順調とは言えず、開幕戦から3戦連続で転倒を喫しノーポイントに沈む。第4戦フランスGPで初優勝を遂げると、中量級のマシンライディングのコツを掴み始めたマルケスは、ここから一気に成績を伸ばしていくようになる。タイトル争いでは序盤の連続リタイアが響いており、積極的にシーズンをリードするブラドルを追いかけていく展開となった。マルケスは二度の3連勝を含むシーズン最多の7勝を記録、中盤から終盤にかけて9戦連続で表彰台に立つ怒濤の追い上げを見せ、一時は80ポイント近くあったブラドルとの差を第16戦オーストラリアGP終了時点で僅か3ポイント差まで詰めていた。しかし、続く第17戦マレーシアGPのフリー走行中、マレーシア特有の突然の降雨によりクラッシュ、その際に左目の視力にダメージを負ってしまう。この症状はシーズン中に回復せず、残り2戦を欠場。これでブラドルのタイトル、マルケスのランク2位が確定することとなり、逆転チャンピオンとはならなかった。

##### 2012年

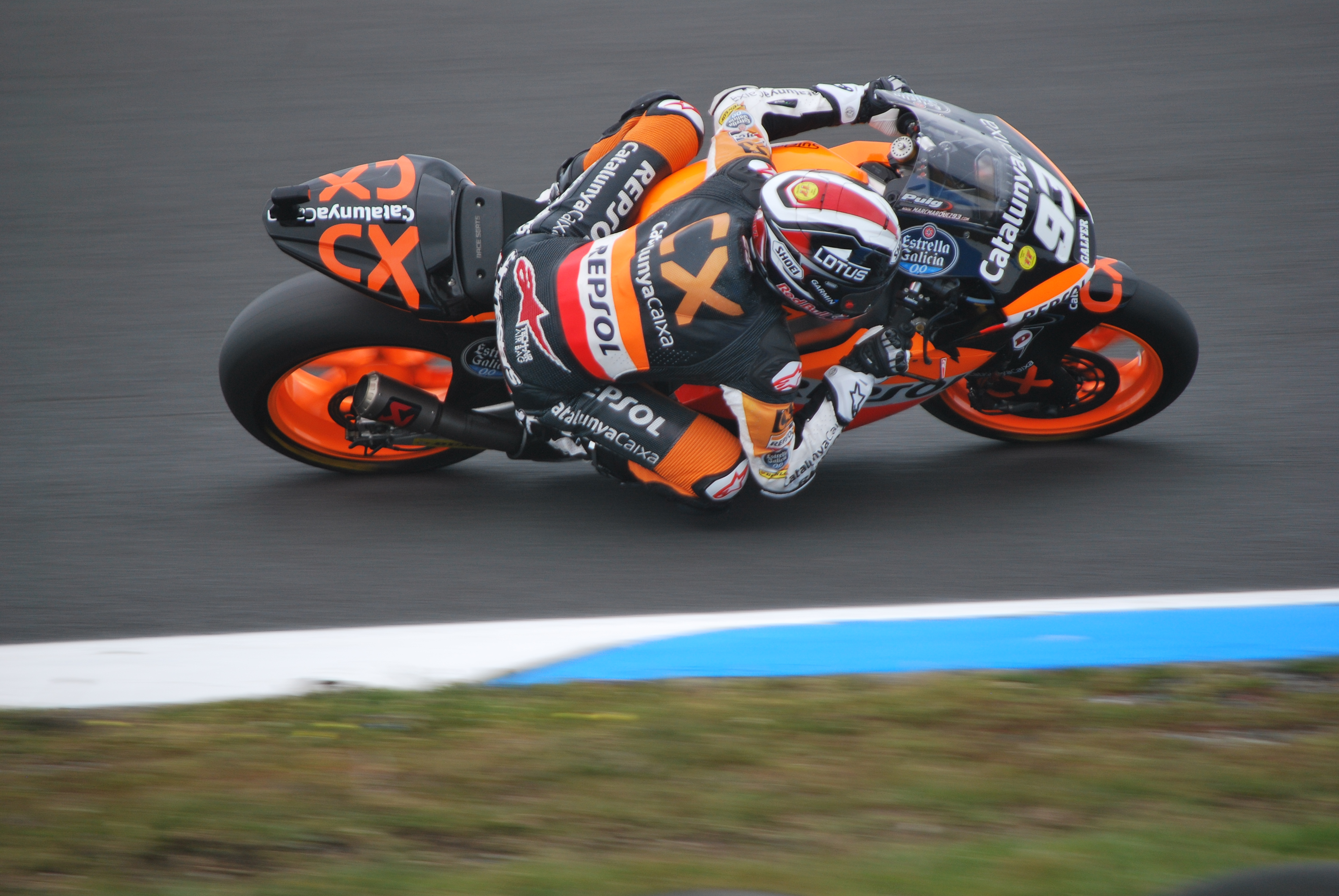
2012年 オーストラリアGP

2012年シーズンはケガから回復し、好調を維持しシーズンを戦っていた。5月にMotoGPクラスのホンダワークス(レプソル・ホンダ)に所属するケーシー・ストーナーが引退を発表したことから次シーズンの候補としてマルケスが浮上。シーズン初年参戦者のワークスチーム所属を認めない「アンチ・ルーキー・ルール」が障壁となったが、7月にこのルールの撤廃が発表されたため問題はなくなり、マルケスはMoto2クラスチャンピオンを獲得してストーナーに代わり、2013年シーズンからMotoGPクラスに参戦することになる。

#### MotoGP

##### 2013年
2013年シーズンは、レプソル・ホンダに所属し、ワークス仕様のRC213Vを駆っての参戦が話題になり、ウインターテスト中から大型ルーキーとして大きな注目を集め、MotoGPクラスデビューとなった開幕戦カタールGPで3位表彰台に立った。

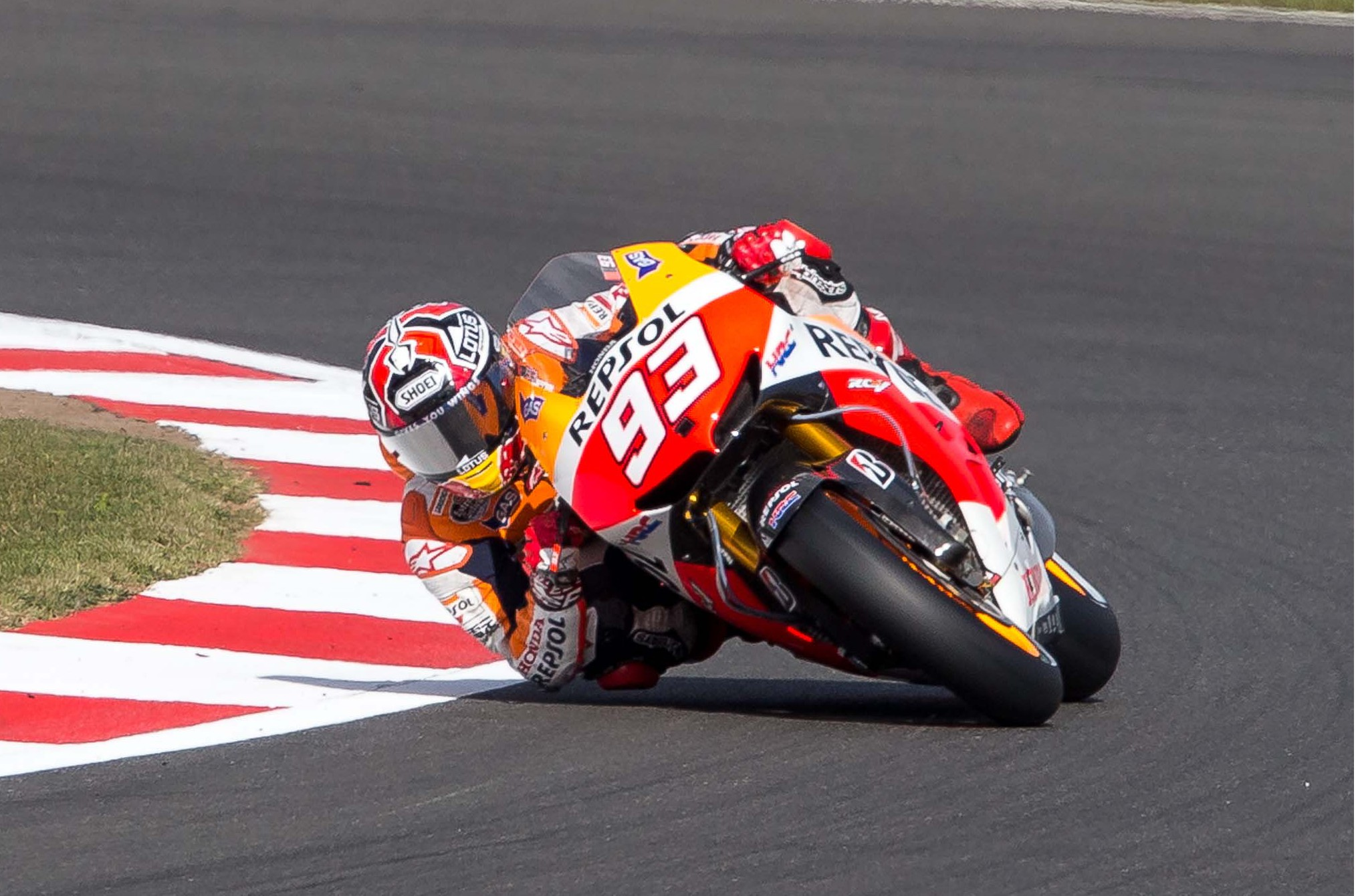
2013年 イギリスGP

第2戦アメリカズGPは、初開催となるサーキット・オブ・ジ・アメリカで行われ、予選でポールポジション(PP)を獲得し、決勝では最高峰クラスデビューから2戦目で初勝利を挙げる。最高峰クラスにおいて20歳62日でのPPと20歳63日での優勝は、共にフレディ・スペンサーが1983年に記録したものを上回る最年少記録で、30年ぶりに更新した。この優勝でポイントリーダーに立ち、第3戦も2位に入りポイントリーダーの座を守る。
第4戦フランスGPは3位に入るものの、ランキング2位のダニ・ペドロサが優勝しポイントリーダーの座を明け渡す。第5戦イタリアGPは、残り3周となった21周目に2位を走行しながらも転倒しリタイアする。第6戦カタルーニャGPは3位、第7戦オランダGPは2位に入りポイントを積み重ねていく。
第8戦ドイツGP、第9戦U.S.GP、第10戦インディアナポリスGP、第11戦チェコGPと4戦連続で優勝する。マイク・ヘイルウッドが1962年に記録した最高峰クラスでの最年少連勝記録を51年ぶりに更新する。また、第8戦ドイツGPの優勝で再びポイントリーダーに立ち、チャンピオン候補の1人となる。第12戦イギリスGP、第13戦サンマリノGPは連続で2位に入る。
第14戦アラゴンGPで6勝目を挙げる。第15戦マレーシアGPは2位に入り、ランキング2位のホルヘ・ロレンソと43ポイント差まで広げる。
しかし第16戦オーストラリアGPでは、ブリヂストンが持ち込んだタイヤの耐久性に問題があり、レース全体を同じタイヤで走破不可能な事が判明する。主催者は安全面の特別処置として同一タイヤで10周以上走る事を禁止し、レース9周目か10周目にピットインしてニュータイヤ装備したマシンとの乗換が必要となった。だが、ピットインのタイミングをチームが誤認し11周目にピットに入ったため失格となり、ランキング2位のロレンソと18ポイント差まで迫られる。第17戦日本GPで1位ロレンソ、2位マルケスとなり13ポイント差とさらに縮まる。
最終戦バレンシアGPでロレンソが優勝しても、マルケスは3位以内に入れば年間チャンピオンが決定する。そのため無理な走りはせずに3位でゴールし、4ポイント差で年間チャンピオンを獲得する。
マルケスは、最高峰クラスのデビューイヤーにチャンピオンを獲得した2人目のライダーとなる。20歳266日での最高峰クラスのタイトル獲得は史上最年少記録。ロードレース世界選手権の3クラス(125ccクラス/Moto2クラス/MotoGPクラス)のタイトルを獲得した史上4人目ライダーとなる。また、最高峰クラスにおけるデビューイヤー6勝は世界選手権発足後初の快挙となった。

##### 2014年
2014年シーズンは、開幕戦のカタールGPをポールトゥーウィンで飾ると、そこから破竹の10連勝(うち開幕戦から6戦連続PPを含む9度のPP)を飾り一気に選手権をリードする展開となった。
開幕からの連勝は第11戦チェコGPでダニ・ペドロサによってストップされ、第12戦イギリスGPで優勝するものの、続く第13戦サンマリノGP、第14戦アラゴンGPとトップ争いを演じている中で自身のミスによる転倒で優勝を逃す展開を見せる(両戦とも再スタートしてポイントは獲得している)。
あまりいいとはいえない展開の中での第15戦の日本GPではペドロサとバレンティーノ・ロッシの前でゴールすればチャンピオンが決定する状況で、あえてトップを狙わず2位をキープするというクレバーなレースを見せ、2年連続でのチャンピオンをホンダの本拠地ともいえるもてぎで決定した(ホンダのライダーがもてぎで最高峰クラスのチャンピオンを決定させたのは初となる)。
チャンピオン決定後の第16戦オーストラリアGPではこの年唯一のリタイアを喫したものの、続く第17戦マレーシアGPと最終戦バレンシアGPで連勝を挙げた事でシーズン13勝を挙げ、マイケル・ドゥーハンが1997年に記録したシーズン12勝という世界選手権のシーズン最多勝記録を17年ぶりに更新した。
また、弟のアレックスがこの年のmoto3クラスのチャンピオンを獲得しており、世界選手権史上初となる兄弟で同じ年にチャンピオンを獲得する事となった。

##### 2015年
前年に引き続きレプソル・ホンダより参戦。シリーズランキング3位に終わる。

##### 2016年-2019年

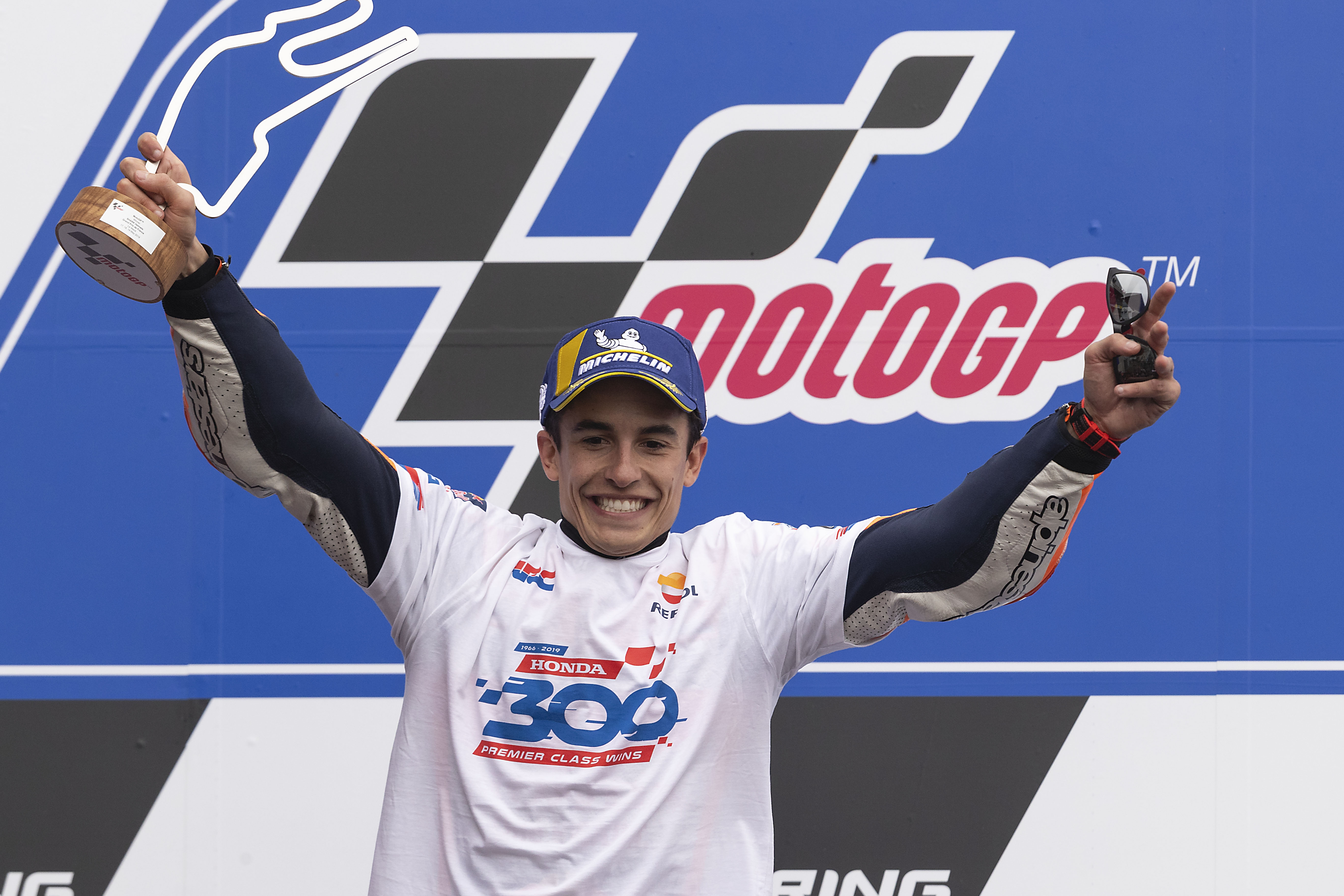
2019年 フランスGP

引き続きレプソル・ホンダより参戦。4年連続シリーズチャンピオンを獲得。
2018年シーズン終了後に左肩の亜脱臼を治す手術を受けた。
2019年シーズン終了後には右肩の亜脱臼を治す手術を受けた。

##### 2020年
引き続きレプソル・ホンダ・チームより参戦するが、第2戦のスペインGPでの決勝レースでクラッシュを喫し右上腕骨を骨折。手術の後、第3戦で強行復帰を目指しフリー走行に出走するものの、予選以降は欠場となった上に、その無理が祟り骨折箇所に埋め込んだチタン製プレートが破損し再手術を余儀なくされた。その後は復帰することなく後のレースをステファン・ブラドルに託すという形で、シーズンを終える。さらに骨折箇所が偽関節症を起こしてしまったため、12月には3度目の手術を受けた。

##### 2021年
2021年第3戦ポルトガルGPで9か月ぶりにレプソル・ホンダ・チームから復帰し7位に入った。第8戦ドイツGPで1年半ぶりの優勝を飾った。第17戦アルガルヴェGPを前にオフロードトレーニング中に転倒を喫して頭部を強打し、2011年に患ったのと同じ複視(物が二重に見える)の症状が出たためこのグランプリを含めた2戦を欠場。

##### 2022年
前年に引き続きレプソル・ホンダ・チームより参戦。2年ぶりに開幕戦に出場した。第2戦インドネシアGPには予選に出場したものの、決勝日朝のウォームアップセッション終盤にターン7で激しいハイサイドを喫した。マシンから高く放り出されたマルケスは地面に衝突し、脳震盪と合わせて複視が再発したため欠場となった。第8戦イタリアGP後、2020年に骨折を負った右腕の4度目の手術を受けることになり、当初は復帰までに5ヵ月ほどの時間を要する見方が出ていた。しかし、マルケスによる来季マシンの開発の重要性と、4度目の手術からの回復状況の良さから、第14戦サンマリノGP終了後のテストに参加。5月のイタリアGP以来のMotoGPマシンのライディングとなる。

##### 2023年
前年に引き続きレプソル・ホンダ・チームより参戦。
なおこの年の10月4日にHRC(ホンダ・レーシング)よりマルケスの2023年限りでの早期離脱を発表した。また、10月12日にはドゥカティのマシンを使用し実弟のアレックス・マルケスがライダーとして所属しているグレシーニ・レーシングMotoGPから2024年にマルケスを起用することが発表された。

##### 2024年
予定通りグレシーニ・レーシングより参戦。第4戦スペインGPの決勝では、昨シーズンの日本GP以来の表彰台に立つ。
また、ドゥカティでのデビュー一年目にして、来季からファクトリーチームであるドゥカティ・コルセから参戦することが発表された。

## ロードレース世界選手権 戦績
- 凡例
- ボールド体のレースはポールポジション、イタリック体のレースはファステストラップを記録。

| 年     | クラス | バイク     | 1       | 2       | 3       | 4       | 5       | 6       | 7       | 8       | 9       | 10     | 11     | 12      | 13      | 14      | 15      | 16      | 17      | 18      | 19      | 20      | 順位 | ポイント |
| ------ | ------ | ---------- | ------- | ------- | ------- | ------- | ------- | ------- | ------- | ------- | ------- | ------ | ------ | ------- | ------- | ------- | ------- | ------- | ------- | ------- | ------- | ------- | ---- | -------- |
| 2008年 | 125cc  | KTM        | QAT     | SPA DNS | POR 18  | CHN 12  | FRA Ret | ITA 19  | CAT 10  | GBR 3   | NED Ret | GER 10 | ---    | CZE Ret | RSM 4   | IND 6   | JPN Ret | AUS 9   | MAL     | VAL     |         |         | 13位 | 63       |
| 2009年 | 125cc  | KTM        | QAT Ret | JPN 5   | SPA 3   | FRA Ret | ITA 5   | CAT 5   | NED 10  | ---     | GER 16  | GBR 15 | CZE 8  | IND 6   | RSM 4   | POR Ret | AUS 9   | MAL Ret | VAL 17  |         |         |         | 8位  | 94       |
| 2010年 | 125cc  | デルビ     | QAT 3   | SPA Ret | FRA 3   | ITA 1   | GBR 1   | NED 1   | CAT 1   | GER 1   | USA     | CZE 7  | IND 10 | RSM 1   | ARA Ret | JPN 1   | MAL 1   | AUS 1   | POR 1   | VAL 4   |         |         | 1位  | 310      |
| 2011年 | Moto2  | スッター   | QAT Ret | SPA Ret | POR 21  | FRA 1   | CAT 2   | GBR Ret | NED 1   | ITA 1   | GER 1   | ---    | CZE 2  | IND 1   | RSM 1   | ARA 1   | JPN 2   | AUS 3   | MAL DNS | VAL INJ |         |         | 2位  | 251      |
| 2012年 | Moto2  | スッター   | QAT 1   | SPA 2   | POR 1   | FRA Ret | CAT 3   | GBR 3   | NED 1   | GER 1   | ITA 5   | ---    | IND 1  | CZE 1   | RSM 1   | ARA 2   | JPN 1   | MAL Ret | AUS 3   | VAL 1   |         |         | 1位  | 324      |
| 2013年 | MotoGP | ホンダ     | QAT 3   | AME 1   | SPA 2   | FRA 3   | ITA Ret | CAT 3   | NED 2   | GER 1   | USA 1   | IND 1  | CZE 1  | GBR 2   | RSM 2   | ARA 1   | MAL 2   | AUS DSQ | JPN 2   | VAL 3   |         |         | 1位  | 334      |
| 2014年 | MotoGP | ホンダ     | QAT 1   | AME 1   | ARG 1   | SPA 1   | FRA 1   | ITA 1   | CAT 1   | NED 1   | GER 1   | IND 1  | CZE 4  | GBR 1   | RSM 15  | ARA 13  | JPN 2   | AUS Ret | MAL 1   | VAL 1   |         |         | 1位  | 362      |
| 2015年 | MotoGP | ホンダ     | QAT 5   | AME 1   | ARG Ret | SPA 2   | FRA 4   | ITA Ret | CAT Ret | NED 2   | GER 1   | IND 1  | CZE 2  | GBR Ret | RSM 1   | ARA Ret | JPN 4   | AUS 1   | MAL Ret | VAL 2   |         |         | 3位  | 242      |
| 2016年 | MotoGP | ホンダ     | QAT 3   | ARG 1   | AME 1   | SPA 3   | FRA 13  | ITA 2   | CAT 2   | NED 2   | GER 1   | AUT 4  | CZE 3  | GBR 4   | RSM 4   | ARA 1   | JPN 1   | AUS Ret | MAL 2   | VAL 2   |         |         | 1位  | 298      |
| 2017年 | MotoGP | ホンダ     | QAT 4   | ARG Ret | AME 1   | SPA 2   | FRA Ret | ITA 6   | CAT 2   | NED 3   | GER 1   | CZE 1  | AUT 2  | GBR Ret | RSM 1   | ARA 1   | JPN 2   | AUS 1   | MAL 4   | VAL 3   |         |         | 1位  | 298      |
| 2018年 | MotoGP | ホンダ     | QAT 2   | ARG 18  | AME 1   | SPA 1   | FRA 1   | ITA 16  | CAT 2   | NED 1   | GER 1   | CZE 3  | AUT 2  | GBR C   | RSM 2   | ARA 1   | THA 1   | JPN 1   | AUS Ret | MAL 1   | VAL Ret |         | 1位  | 321      |
| 2019年 | MotoGP | ホンダ     | QAT 2   | ARG 1   | AME Ret | SPA 1   | FRA 1   | ITA 2   | CAT 1   | NED 2   | GER 1   | CZE 1  | AUT 2  | GBR 2   | RSM 1   | ARA 1   | THA 1   | JPN 1   | AUS 1   | MAL 2   | VAL 1   |         | 1位  | 420      |
| 2020年 | MotoGP | ホンダ     | SPA Ret | ANC DNS | CZE     | AUT     | STY     | RSM     | EMI     | CAT     | FRA     | ARA    | TER    | EUR     | VAL     | POR     |         |         |         |         |         |         | NC   | 0        |
| 2021年 | MotoGP | ホンダ     | QAT     | DOH     | POR 7   | SPA 9   | FRA Ret | ITA Ret | CAT Ret | GER 1   | NED 7   | STY 8  | AUT 15 | GBR Ret | ARA 2   | RSM 4   | AME 1   | EMI 1   | ALG     | VAL     |         |         | 7位  | 142      |
| 2022年 | MotoGP | ホンダ     | QAT 5   | INA DNS | ARG     | AME 6   | POR 6   | SPA 4   | FRA 6   | ITA 10  | CAT     | GER    | NED    | GBR     | AUT     | RSM     | ARA Ret | JPN 4   | THA 5   | AUS 2   | MAL 7   | VAL Ret | 13位 | 113      |
| 2023年 | MotoGP | ホンダ     | POR Ret | ARG     | AME     | SPA     | FRA Ret | ITA Ret | GER DNS | NED DNS | GBR Ret | AUT 12 | CAT 13 | RSM 7   | IND 9   | JPN 3   | INA Ret | AUS 15  | THA 6   | MAL 13  | QAT 11  | VAL Ret | 14位 | 96       |
| 2024年 | MotoGP | ドゥカティ | QAT 4   | POR 16  | AME Ret | SPA 2   | FRA 2   | CAT 3   | ITA 4   | NED 10  | GER 2   | GBR 4  | AUT 4  | ARA 1   | RSM 1   | EMI 3   | INA Ret | JPN 3   | AUS 1   | THA 11  | MAL 12  | SLD 2   | 3位  | 392      |